# Геологія і металогенія Європи

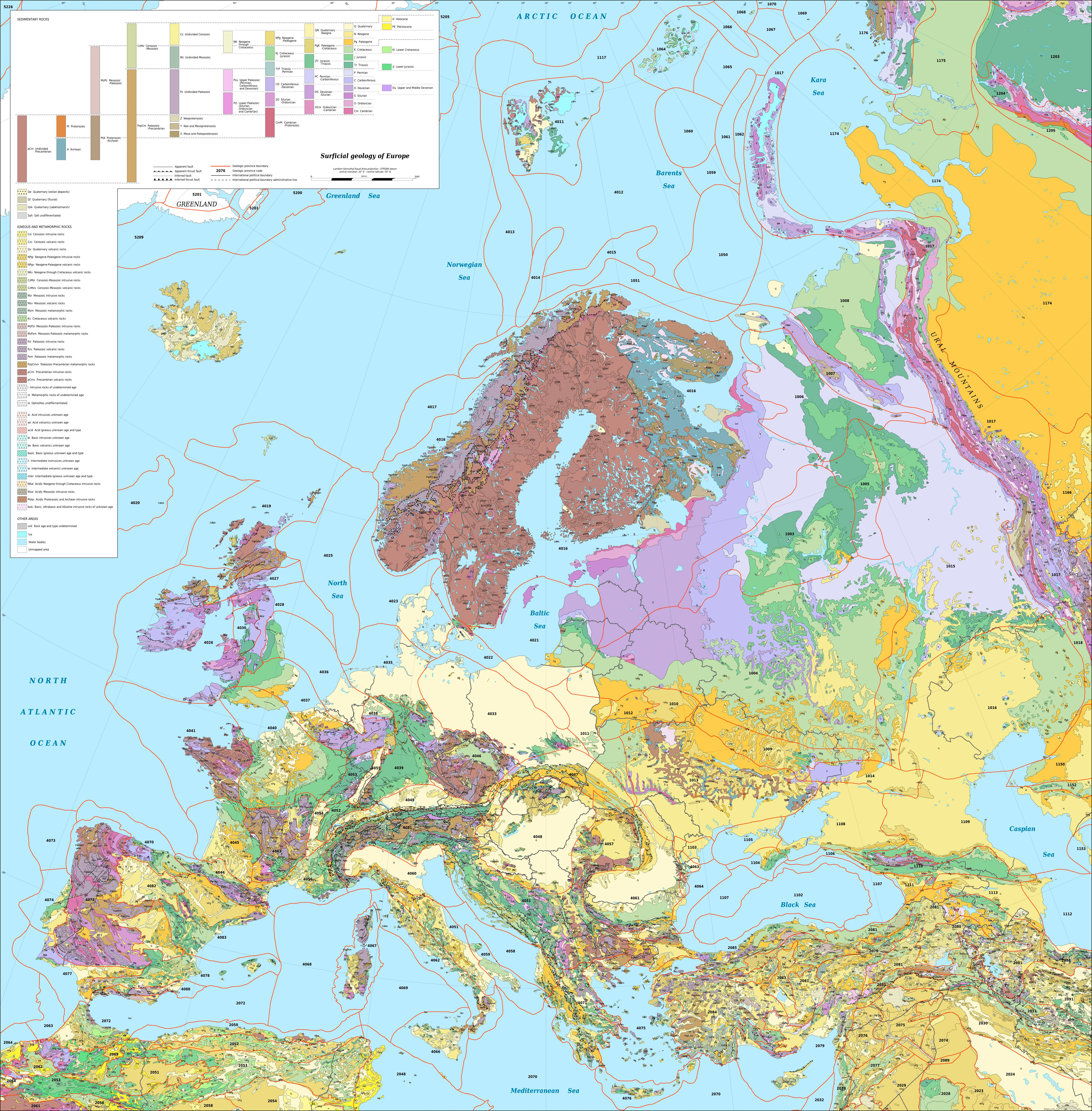
Геологічна карта Європи

Геоло́гія і металоге́нія Євро́пи

## Геологія Європи
Древнє ядро Європейського континенту — Східно-Європейська платформа, з фундаментом архейсько-раньопротерозойської доби. Інші основні геоструктурні елементи Європи — Скіфська платформа та Альпійська складчаста геосинклінальна область. На північному заході на Східноєвропейську платформу насунуті Скандинавські каледоніди, на північному-сході — байкаліди півостровів Рибальського і Середнього, півострова Канін і Таманського кряжу; на сході через Передуральський передовий прогин Європи межує з Уральською складчастою системою, на південно-східною з її Південно-Ембенською гілкою; на півдні кордон з зануреними герцинідами і байкалідами проходить від півнчної частини Каспійського моря до Молдови, а потім різко повертає паралельно фронту Карпат у напрямку польського Помор'я. Кристалічний фундамент платформи виступає на поверхню в Балтійському щиті та Українському кристалічному щиті.
В геологічній будові Європи прийнято виділяти Скандинавські та Британські каледоніди, Середньоєвропейські герциніди та Західноєвропейську рифтову систему, яка включає Рейнський і Ронський ґрабени.

## Металогенія Європи
На території Європи виділяються родовища корисних копалин 6 металогенічних епох: архейської, протерозойської, байкальської, каледонської, герцинської і альпійської.

### Архейська металогенічна епоха
До архейського  етапу належать родовища залізистих кварцитів Фінляндії (Хухус) і Норвегії, а також родовища сульфідних мідно-нікелевих руд типу руд Мончетундри на Кольському півострові.

### Протерозойська металогенічна епоха
Серед родовища протерозойського  етапу виділяються 4 групи утворень: магматичні родовища хромових руд, титано-магнетитів і апатитомагнетитів; древні мідно-колчедані родовища Фінляндії; слюдяні і рідкіснометалічні гранітоїдні пегматити Скандинавії, Кольського півострова і Карелії; великі родовища залізистих кварцитів, в тому числі Криворіжжя і КМА.

### Байкальська металогенічна епоха
Металогенія байкальського етапу Європи обмежується неістотними гідротермальними родовища руд кольорових металів. Осадовий палеозойсько-мезозойський чохол Східноєвропейської платформи заключає великі родовища енергетичного вугілля, нафти і газу, осадових руд заліза і марганцю, викопних розсипів титанових мінералів, континентальних бокситів, будільних матеріалів.

### Каледонська металогенічна епоха
Каледонська металогенія Європи чітко виявилася в Скандинавському геосинклінально-складчастому поясі на території Норвегії і Великої Британії. На ранній стадії геосинклінального режиму тут в зв'язку з базальтоїдним вулканізмом виникли численні колчеданно-поліметалічні родовища Норвегії і Швеції. На пізній стадії в зв'язку з гранітоїдним магматизмом сформувалися гідротермальні поліметалічні і золоторудні родовища Великої Британії та інші.

### Герцинська металогенічна епоха
Герцинська металогенія найтиповіша для Средньоєвропейських герцинід. Виділяється рання стадія з базальтоїдним магматизмом, що супроводжується незначними магматичними родовища титаномагнетитів і великими колчеданно-поліметалічними родовища Іспанії. На пізній стадії в зв'язку з гранітоїдним магматизмом виникли чисенні гідротермальні родовища руд кольорових металів. Герцинському етапу геологічної історії належать найбільші Нижньорейнсько-Вестфальський і Донецький кам'яновугільний басейни.

### Альпійська металогенічна епоха
Альпійська металогенія виявилася в межах Кавказо-Балкано-Середземноморського поясу. Для ранньої стадії альпійського етапу характерні мідно-колчеданні родовища Кавказу, Карпат, частково Альп; для пізньої, орогенної стадії — скарнові і гідротермальні родовища руд вольфраму і молібдену, золота, свинцю і цинку, мідно-порфірові родовища. Серед осадових геосинклінальних формацій альпід знаходяться великі родовища Середземноморської бокситоносної провінції.
Вздовж фронту геосинклінально-складчастих поясів каледонід, герцинід і альпід Європи розташовуються передові прогини відповідного віку, які містять родовища нафти, газу, солей, сірки.